# 3LW
3LW (iniciales de "3 Lil Women") fue un grupo femenino estadounidense formado en 1999 por Adrienne Bailon, Kiely Williams y Naturi Naughton. Jessica Benson sustituyó a Naughton cuando ésta abandonó el grupo en 2002. 3LW firmó con la discográfica Epic Records, y más tarde pasó a So So Def. Son más conocidas por sus sencillos "No More (Baby I'ma Do Right)", "Playas Gon' Play" y "I Do (Wanna Get Close to You)".

## Historia

### 1998-2001:3LW
En 1999, el grupo 3LW fue formado por las hermanas Michelle y Tse Williams. La hija de Michelle y hermana/sobrina más joven de Tse Kiely Williams fue el primer miembro en la formación y el grupo pronto se completaría con Adrienne Bailon y Naturi Naughton, con Michelle y Tse al frente de la dirección del grupo. Su sencillo debut, "No More (Baby I'ma Do Right)", se publicó en otoño de 2000. "No More (Baby I'ma Do Right)" fue un éxito en las listas, y fue seguido por "Playas Gon' Play" a principios de 2001. El álbum debut del grupo, 3LW, se publicó el 5 de diciembre de 2000. El álbum obtuvo el certificado de platino de la RIAA, vendiendo 1,3 millones de copias en Estados Unidos. En verano de 2001, el grupo se embarcó en el MTV Total Request Live Tour junto a Destiny's Child, Dream, Nelly, Eve, y Jessica Simpson.
En 2001, 3LW grabó "What More Can I Give" como parte de un supergrupo de varios artistas, entre ellos Michael Jackson, Reba McEntire, Usher, Beyoncé, Luther Vandross, Céline Dion, y Mariah Carey en respuesta a los atentados del 11 de septiembre. A finales de 2001 colaboraron con Lil' Romeo y Nick Cannon para la versión de "Parents Just Don't Understand" en la banda sonora de Jimmy Neutron: Boy Genius.

### 2002-2003:A Girl Can Macky salida de Naughton
3LW pasó la primera mitad de 2002 en el estudio, grabando un álbum titulado provisionalmente Same Game, Different Rules. El álbum y su pretendido sencillo principal "Uh Oh" fueron presentados a la discográfica, que consideró que no tenía suficiente atractivo radiofónico urban. Las canciones de Same Game, Different Rules se filtraron en Internet en formato MP3, y Epic se planteó abandonar a las chicas. Una campaña de apoyo de los fans de 3LW llamado Never Let Go Of 3LW (después de su canción "Never Let Go") ganó tracción, y el acto se mantuvo.
El grupo grabó una nueva serie de temas y regresó en el verano de 2002 con el sencillo "I Do (Wanna Get Close To You)", producido por P. Diddy, con Loon. Ese mismo verano, el grupo ofreció un concierto especial para Nickelodeon titulado Live on Sunset. En agosto, el grupo estaba a punto de lanzar su nuevo LP, A Girl Can Mack, cuando Naughton, miembro del grupo, lo abandonó. En una entrevista en el programa de radio de Wendy Williams, Naughton alegó que había tenido varios conflictos con Bailon, Williams y sus managers, que desembocaron en un altercado en agosto de 2002 en el que se vio involucrado un plato de comida de KFC. Naughton afirmó más tarde que la habían obligado a abandonar el grupo.
Williams y Bailon continuaron como dúo mientras utilizaban el nombre "3LW", lo que hizo que la prensa se refiriera a ellas en broma como "2LW". La marcha de Naughton afectó enormemente a la popularidad del grupo y a las ventas de álbumes. Según un artículo de portada del número de octubre de 2002 de la revista Sister 2 Sister, Williams y Bailon dijeron haber recibido amenazas de muerte. La fecha de lanzamiento de A Girl Can Mack se retrasó un mes y debutó en el nº 15 del Billboard 200 con 53.000 copias vendidas en la primera semana. Después de que el segundo sencillo lanzado del álbum, "Neva Get Enuf tuvo un bajo rendimiento, el grupo lanzó un LP de temática navideña Naughty or Nice, que no llegó a aparecer en ninguna de las principales Billboard' listas. Después de audiciones a nivel nacional para un nuevo tercer miembro, Jessica 'J' Benson, de quince años, fue seleccionada como tercer miembro e hizo su primera aparición pública con el grupo en marzo de 2003.

### 2003-2007: Álbum cancelado y ruptura
En medio del drama público de 3LW, Bailon y Williams firmaron para protagonizar la película original de Disney Channel The Cheetah Girls en 2003, junto a Raven-Symoné y Sabrina Bryan. Debido al éxito de la película, Disney decidió convertir el proyecto en un grupo de chicas real. Mientras el proyecto the Cheetah Girls crecía, con álbumes publicados y giras mundiales, 3LW estaba en pausa. El progreso en el tercer álbum de estudio de 3LW, titulado Point of No Return, se convirtió en un trasfondo para Bailon y Williams y se retrasó varias veces. Recién el 15 de agosto de 2006, después de cuatro años, el grupo lanzó su nuevo sencillo, "Feelin' You". A pesar de ello, Point of No Return fue archivado y Bailon y Williams siguieron trabajando en The Cheetah Girls. El 7 de enero de 2008, Bailon confirmó en una entrevista con BlogTalkRadio que 3LW se disolvió oficialmente en 2007.
En 2022, tres canciones inéditas grabadas en 2003-2004 -Trouble", "After This" y "How U Gonna Act"- se publicaron en iTunes.

## En la cultura popular
- 3LW aparecen como personajes extra en el videojuego de 2001 NBA Street.[23]
- En enero de 2001, 3LW apareció en un episodio de la serie de Nickelodeon Taina como un grupo de chicas ficticio (junto con el mismo nombre de este episodio) llamado Blue Mascara donde la protagonista (Christina Vidal) está encantada de convertirse en miembro del popular grupo de canto femenino de la escuela hasta que le dicen que debe deshacerse de su mejor amiga Renee (Khaliah Adams).[24][25][26]
- En octubre de 2001, 3LW apareció en la serie de Disney Channel The Jersey en el episodio "Speaking of Coleman" donde después de enloquecer en una competencia de debate, Coleman Galloway (Jermaine Williams) recibe una lección para manejar el miedo escénico saltando al cuerpo de uno de los tres miembros del grupo que en general era Kiely Williams.[27]
- En noviembre de 2002, 3LW apareció en un episodio de la serie de sketches cómicos de Nickelodeon All That'.[28]

## Antiguos miembros
- Adrienne Bailon (1999–2007)
- Naturi Naughton (1999–2002)
- Kiely Williams (1999–2007)
- Jessica Benson (2003–2007)

## Discografía
- 3LW (2000)
- A Girl Can Mack (2002)
- Naughty or Nice (2002)

## Premios y Nominaciones
| Año  | Premio                                                                         |
| ---- | ------------------------------------------------------------------------------ |
| 2001 | Soul Train Lady of Soul Award Ganadoras por "Best New R&B or Hip-Hop Artist"   |
| 2001 | Soul Train Lady of Soul Award Ganadoras por "Album of the Year"                |
| 2001 | BET Award Nominadas por "Best Female Group"                                    |
| 2002 | BET Award Nominadas por "Best Group"                                           |
| 2003 | Source Award Nominadas por "Best Female R&B act"                               |
| 2003 | BET Award Nominadas por "Best Group"                                           |
| 2003 | Soul Train Music Award Nominadas por "Best Group, Band or Duo R&B/Soul Single" |